# Lední hokej na Zimních olympijských hrách 1960
27. mistrovství světa a 38. mistrovství Evropy v ledním hokeji probíhalo v rámci VIII. zimních olympijských her na stadionech Blyth Arena a Squaw Valley Olympic Skating Rink ve Squaw Valley. 9 účastníků bylo rozlosováno do tří skupin, z nichž první dvě mužstva postupovala do finálové skupiny, kde se hrálo systémem každý s každým; ostatní mužstva hrála dvoukolově o umístění v soutěži útěchy. Hokejový tým SRN byl na ZOH součástí Společného německého družstva (SND). Do mistrovství světa a Evropy jsou výsledky SRN započítány samostatně.

## Výsledky a tabulky

### Skupina A
|    |          | CAN  | SWE     | JPN      | V | R | P | Skóre | B |
| 1. | Kanada   |      | 5:2     | 19:1     | 2 | 0 | 0 | 24:3  | 4 |
| 2. | Švédsko  | 2:5  | Švédsko | 19:0     | 1 | 0 | 1 | 21:5  | 2 |
| 3. | Japonsko | 1:19 | 0:19    | Japonsko | 0 | 0 | 2 | 1:38  | 0 |

 Kanada –  Švédsko 5:2 (2:1, 1:1, 2:0)
19. února 1960 (13:00) – Squaw Valley (Blyth Arena)

Branky Kanady: 8:26 Floyd Martin, 17:03 Robert Attersley, 31:00 George Samolenko, 51:37 Fred Etcher, 56:06 Fred Etcher.

Branky Švédska: 11:43 Carl Öberg, 31:47 Lars Lundvall.

Rozhodčí: Robert Barry (USA), Everett Riley (USA)

Vyloučení: 7:4 (3:1) + Sly (CAN), Stoltz a Johansson (SWE) na 5 minut, Martin (CAN) na 10 minut.
 Kanada –  Japonsko 	19:1 (5:0, 7:1, 7:0)
20. února 1960 (13:00) – Squaw Valley (Blyth Arena)

Branky Kanady: 4:52 Robert Attersley, 7:28 Bobby Rousseau, 10:31 Fred Etcher, 11:24 Harry Sinden, 11:51 George Samolenko, 22:00 Robert Attersley, 24:15 Harry Sinden, 25:54 Bobby Rousseau, 31:15 George Samolenko, 34:13 Floyd Martin, 36:20 Jim Connelly, 39:26 Bobby Rousseau, 43:37 Fred Etcher, 44:59 Fred Etcher, 46:00 Don Rope, 48:35 Floyd Martin, 48:51 Bob McKnight, 51:45 George Samolenko, 52:24 Bobby Rousseau. 

Branky Japonska: 28:28 Acuo Irie. 

Rozhodčí: Kurt Hauser (SUI), Richard Wagner (GER)

Vyloučení: 1:3 (2:0)
 Švédsko –  Japonsko 19:0 (8:0, 5:0, 6:0)
21. února 1960 (18:00) – Squaw Valley (Blyth Arena)

Branky Švédska: 1:00 Ronald Pettersson, 3:51 Ronald Pettersson, 7:15 Carl Öberg, 7:23 Carl Öberg, 7:51 Anders Andersson, 13:57 Gert Blomé, 15:33 Gert Blomé, 18:05 Einar Granath, 26:48 Anders Andersson, 29:07 Lars Lundvall, 30:00 Sven Tumba Johansson, 30:33 Sven Tumba Johansson, 33:28 Gert Blomé, 41:09 Nisse Nilsson, 41:29Sven Tumba Johansson, 47:56 Ronald Pettersson, 56:14 Carl Öberg, 56:49 Nisse Nilsson, 57:17 Hans Svedberg. 

Rozhodčí: Everett Riley (USA), Marshall Ryman (USA)

Vyloučení: 3:9 (6:0)

### Skupina B
|    |           | URS           | GER     | FIN    | V | R | P | Skóre | B |
| 1. | SSSR      | Sovětský svaz | 8:0     | 8:4    | 2 | 0 | 0 | 16:4  | 4 |
| 2. | SRN (SND) | 0:8           | Německo | 4:1    | 1 | 0 | 1 | 4:9   | 2 |
| 3. | Finsko    | 4:8           | 1:4     | Finsko | 0 | 0 | 2 | 5:12  | 0 |

 SSSR –  SRN (SND) 8:0 (3:0, 3:0, 2:0)
19. února 1960 (18:00) – Squaw Valley (Blyth Arena)

Branky SSSR: 1:32 Jurij Baulin, 4:01 Viktor Prjažnikov, 18:44 Veniamin Alexandrov, 22:55 Stanislav Petuchov, 31:53 Jevgenij Grošev, 38:16 Alexandr Almetov, 45:19 Nikolaj Sologubov, 49:06 Konstantin Loktěv. 

Rozhodčí: Everett Riley (USA), Marshall Ryman (USA)

Vyloučení: 8:7 (1:0) + Rampf a Egen (GER) na 5 minut.
 SSSR –  Finsko 8:4 (2:1, 4:0, 2:3)
20. února 1960 (15:30) – Squaw Valley (Blyth Arena)

Branky SSSR: 4:43 Vladimir Grebennikov, 9:35 Jevgenij Grošev, 22:36 Nikolaj Karpov, 29:36 Viktor Jakušev, 36:21 Jurij Cicinov, 37:30 Jevgenij Grošev, 44:31 Konstantin Loktěv, 56:28 Vladimir Grebennikov. 

Branky Finska: 18:09 Matti Lampainen, 43:20 Heino Pulli, 47:15 Pertti Nieminen, 59:42 Pertti Nieminen.

Rozhodčí: Hugh McLean (CAN), Bill McKenzie (CAN)

Vyloučení: 8:4 (2:2) + Alexandrov na 10 minut.
 SRN (SND) –  Finsko 4:1 (1:0, 2:0, 1:1)
21. února 1960 (15:30) – Squaw Valley (Blyth Arena)

Branky SRN: 16:16 Kurt Sepp, 21:03 Kurt Sepp, 32:16 Josef Reif, 54:56 Hans Rampf.

Branky Finska: 47:27 Teppo Rastio.

Rozhodčí: Robert Barry (USA), Everett Riley (USA)

Vyloučení: 3:4 (1:1)

### Skupina C
|    |           | USA  | TCH            | AUS       | V | R | P | Skóre | B |
| 1. | USA       |      | 7:5            | 12:1      | 2 | 0 | 0 | 19:6  | 4 |
| 2. | ČSR       | 5:7  | Československo | 18:1      | 1 | 0 | 1 | 23:8  | 2 |
| 3. | Austrálie | 1:12 | 1:18           | Austrálie | 0 | 0 | 2 | 2:30  | 0 |

 Československo –  USA 5:7 (1:2, 3:1, 1:4)
19. února 1960 (15:30) – Squaw Valley (Blyth Arena)

Branky a nahrávky Československa: 7:04 Josef Černý (Jaroslav Volf), 23:37 Vlastimil Bubník, 29:57 Miroslav Vlach (Václav Pantůček, Vlastimil Bubník), 33:37 Václav Pantůček, 58:32 Jozef Golonka.

Branky a nhrávky USA: 5:50 John Mayasich, 16:56 John Mayasich, 28:54 Tom Williams (Robert McVey, Bill Christian), 41:58 Paul Johnson (John Mayasich, Robert McVey), 44:29 John Mayasich, 47:12 Tom Williams (Bill Christian), 53:54 Bill Cleary.

Rozhodčí: Hugh McLean (CAN), Bill McKenzie (CAN)

Vyloučení: 4:4 (1:1)
ČSR: Vladimír Nadrchal – Rudolf Potsch, Jan Kasper, Karel Gut, František Tikal – Jozef Golonka, Miroslav Vlach, Ján Starší – František Mašlaň, Václav Pantůček, Vlastimil Bubník – Jaroslav Volf, František Vaněk, Josef Černý.
USA: Jak McCartan – John Mayasich, Jack Kirrane, Edwyn Owen, Rodney Paavola – Paul Johnson, Weldon Olson, Gene Grazia – Bill Christian, Robert McVey, Tom Williams – Dick Rodenheiser, Bill Cleary, Robert Cleary.
 Československo –  Austrálie	18:1 (7:1, 3:0, 8:0)
20. února 1960 (18:00) – Squaw Valley (Blyth Arena)

Branky a nahrávky Československa: 1:0 2:35 Jozef Golonka (Ján Starší), 2:0 3:29 Jaroslav Volf, 3:1 6:31 Rudolf Potsch (Jozef Golonka), 4:1 8:30 Jozef Golonka (Josef Černý), 5:1 9:30 Josef Černý (Jaroslav Volf), 6:1 14:30 Ján Starší (Miroslav Vlach), 7:1 15:56 Josef Černý (Jaroslav Volf), 8:1 20:32 Václav Pantůček (Vlastimil Bubník), 9:1 22:07 Rudolf Potsch (Václav Pantůček), 10:1 33:24 Ján Starší (Karel Gut), 11:1 41:57 Ján Starší (Miroslav Vlach), 12:1 45:02 Karel Gut (Václav Pantůček), 13:1 45:49 Miroslav Vlach, 14:1 46:42 Miroslav Vlach (Ján Starší), 15:1 49:09 Vlastimil Bubník (Václav Pantůček), 16:1 49:45 Jozef Golonka (Miroslav Vlach, František Tikal), 17:1 53:44 Miroslav Vlach (Jozef Golonka, Jan Kasper), 18:1 54:24 Jozef Golonka (Rudolf Potsch).

Branky a nahrávky Austrálie: 2:1 5:17 David Cunningham (Russel Jones, Victor Ekberg).

Rozhodčí: Robert Barry (USA), Everett Riley (USA)

Vyloučení: 3:1
ČSR: Vladimír Nadrchal (40. Vladimír Dvořáček) – Rudolf Potsch, Jan Kasper, Karel Gut, František Tikal, František Mašlaň – Vlastimil Bubník, Jaroslav Jiřík, Václav Pantůček – Ján Starší, Jozef Golonka, Miroslav Vlach – Josef Černý, Jaroslav Volf.
Austrálie: Robert Reid (Noel McLoughlin) – Basil Hansen, Kenneth Wellman, Victor Ekberg, John Nicholas – David Cunningham, Russel Jones, Noel Derrick – Zdeněk Tikal, Peter Parrott, John Thomas – Ivan Veselý, Ron Amess, Clive Hitch.
  USA –  Austrálie	12:1 (6:0, 3:0, 3:1)
21. února 1960 (13:00) – Squaw Valley (Blyth Arena)

Branky USA: 1:01 Weldon Olson, 5:13 Dick Rodenheiser, 9:37 Tom Williams, 14:07 Robert Cleary, 16:31 Dick Meredith, 17:36 John Mayasich, 22:39 John Mayasich, 29:39 Jack Kirrane, 31:23 Bill Christian, 42:21 Dick Meredith, 44:10 Paul Johnson, 47:40 Edwyn Owen. 

Branky Austrálie: 41:02 Russel Jones.

Rozhodčí: Hugh McLean (CAN), Bill McKenzie (CAN)

Vyloučení: 0:2 (0:0)

### Finále
|    |           | USA | CAN  | URS           | TCH            | SWE     | GER     | V | R | P | Skóre | B  |
| 1. | USA       |     | 2:1  | 3:2           | 9:4            | 6:3     | 9:1     | 5 | 0 | 0 | 29:11 | 10 |
| 2. | Kanada    | 1:2 |      | 8:5           | 4:0            | 6:5     | 12:0    | 4 | 0 | 1 | 31:12 | 8  |
| 3. | SSSR      | 2:3 | 5:8  | Sovětský svaz | 8:5            | 2:2     | 7:1     | 2 | 1 | 2 | 24:19 | 5  |
| 4. | ČSR       | 4:9 | 0:4  | 5:8           | Československo | 3:1     | 9:1     | 2 | 0 | 3 | 21:23 | 4  |
| 5. | Švédsko   | 3:6 | 5:6  | 2:2           | 1:3            | Švédsko | 8:2     | 1 | 1 | 3 | 19:19 | 3  |
| 6. | SRN (SND) | 1:9 | 0:12 | 1:7           | 1:9            | 2:8     | Německo | 0 | 0 | 5 | 5:45  | 0  |

 Československo –  SSSR 5:8 (2:3, 1:2, 2:3)
22. února 1960 (13:00) – Squaw Valley (Blyth Arena)

Branky a nahrávky Československa: 14:17 Vlastimil Bubník, 19:34 Josef Černý, 35:01 Václav Pantůček (Rudolf Potsch, Vlastimil Bubník), 45:03 Václav Pantůček (Vlastimil Bubník, Bronislav Danda), 50:13 Václav Pantůček (Bronislav Danda). 

Branky a nahrávky SSSR: 7:33 Jurij Cicinov (Michail Byčkov, Nikolaj Sologubov), 15:56 Konstantin Loktěv (Alexandr Almětov, Veniamin Alexandrov), 18:26 Veniamin Alexandrov, 25:38 Jurij Cicinov (Vladimir Grebennikov), 30:31 Konstantin Loktěv (Alexandr Almětov, Nikolaj Sologubov), 41:08 Veniamin Alexandrov (Alexandr Almětov, Konstantin Loktěv), 44:28 Stanislav Petuchov (Viktor Jakušev), 53:09 Konstantin Loktěv (Vladimir Grebennikov, Jevgenij Grošev).

Rozhodčí: Hugh McLean (CAN), Bill McKenzie (CAN)

Vyloučení: 3:7 (1:1)
ČSR: Vladimír Nadrchal (31. Vladimír Dvořáček) – Rudolf Potsch, Jan Kasper, Karel Gut, František Tikal – Václav Pantůček, Bronislav Danda, Vlastimil Bubník – Jozef Golonka, Miroslav Vlach, Ján Starší – Josef Černý, František Vaněk, Jaroslav Volf.
SSSR: Nikolaj Pučkov – Nikolaj Sologubov, Jurij Baulin, Genrich Sidorenkov, Alfred Kučevskij – Alexandr Almetov, Konstantin Loktěv, Veniamin Alexandrov – Vladimir Grebennikov, Michail Byčkov, Jurij Cicinov – Viktor Jakušev, Jevgenij Grošev, Stanislav Petuchov.
  USA –  Švédsko 	6:3 (4:0, 1:2, 1:1)
22. února 1960 (15:30) – Squaw Valley (Blyth Arena)

Branky USA: 3:26 Roger Christian, 10:19 Robert McVey, 15:52 Robert Cleary, 17:21 Paul Johnson, 27:41 Roger Christian, 53:30 Roger Christian. 

Branky Švédska: 20:14 Ronald Pettersson, 22:32 Nisse Nilsson, 43:49 Anders Andersson.

Rozhodčí: Richard Wagner (GER), Kurt Hauser (SUI)

Vyloučení: 2:0 (0:0)
 Kanada –  SRN (SND) 12:0 (6:0, 1:0, 5:0)
22. února 1960 (18:00) – Squaw Valley (Blyth Arena)

Branky Kanady: 6:58 Fred Etcher, 7:10 Fred Etcher, 8:04 Jack Douglas, 8:41 Bob McKnight, 11:03 Don Rope, 18:50 Robert Attersley, 26:15 Jack Douglas, 43:40 Don Rope, 46:01 Robert Attersley, 51:33 George Samolenko, 52:17 Jack Douglas, 55:59 Bob Forhan.

Rozhodčí: Robert Barry (USA), Everett Riley (USA)

Vyloučení: 2:2 (0:0)
  USA –  SRN (SND) 9:1 (2:0, 3:1, 4:0)
24. února 1960 (13:00) – Squaw Valley (Blyth Arena)

Branky USA: 12:37 Bill Cleary, 13:29 Robert Cleary, 20:55 Tom Williams, 22:57 Bill Cleary, 29:52 Bill Cleary, 45:09 Paul Johnson, 46:02 John Mayasich, 57:58 Bill Cleary, 58:49 John Mayasich. 

Branky SRN: 25:42 Kurt Sepp.

Rozhodčí: Hugh McLean (CAN), Bill McKenzie (CAN)

Vyloučení: 3:6 (4:1) + R. Christian na 10 minut.
 SSSR –  Švédsko 	2:2 (0:0, 0:0, 2:2)
24. února 1960 (15:30) – Squaw Valley (Blyth Arena)

Branky SSSR: 48:07 Konstantin Loktěv, 51:49 Veniamin Alexandrov.

Branky Švédska: 42:39 Nisse Nilsson, 58:32 Nisse Nilsson. 

Rozhodčí: Robert Barry (USA), Everett Riley (USA)

Vyloučení: 2:2 (1:0)
 Československo –  Kanada 	0:4 (0:3, 0:1, 0:0)
24. února 1960 (18:00) – Squaw Valley (Blyth Arena)

Branky a nahrávky Kanady: 6:41 Darryl Sly (Jim Connelly), 16:45 Floyd Martin (Cliff Pennington, Harry Sinden), 18:22 George Samolenko (Fred Etcher, Moe Benoit), 31:36 Floyd Martin.

Rozhodčí: Kurt Hauser (SUI), Richard Wagner (GER)

Vyloučení: 2:5 (0:0)
ČSR: Vladimír Nadrchal – Rudolf Potsch, Jan Kasper, František Tikal, Miroslav Vlach, František Mašlaň – Václav Pantůček, Jaroslav Jiřík, Vlastimil Bubník – Jaroslav Volf, Josef Černý, Jozef Golonka – Ján Starší, František Vaněk.
Kanada: Don Head – Harry Sinden, Jack Douglas, Darryl Sly, Moe Benoit – Robert Attersley, Fred Etcher, George Samolenko – Cliff Pennington, Floyd Martin, Jim Connelly – Bob Forhan, Don Rope, Bobby Rousseau.
 SSSR –  SRN (SND)	7:1 (0:1, 4:0, 3:0)
25. února 1960 (13:00) – Squaw Valley (Blyth Arena)

Branky SSSR: 27:47 Vladimir Grebennikov, 31:33 Jurij Cicinov, 33:40 Veniamin Alexandrov, 34:42 Stanislav Petuchov, 50:41 Jurij Cicinov, 53:24 Stanislav Petuchov, 59:16 Genrich Sidorenkov. 

Branky SRN: 3:17 Hans Huber.

Rozhodčí: Robert Barry (USA), Everett Riley (USA)

Vyloučení: 3:5 (2:0)
 USA –  Kanada 2:1 (1:0, 1:0, 0:1)
25. února 1960 (15:30) – Squaw Valley (Blyth Arena)

Branky USA: 12:47 Robert Cleary, 34:00 Paul Johnson.

Branky Kanady: 53:38 Jim Connelly.

Rozhodčí: Kurt Hauser (SUI), Richard Wagner (GER)

Vyloučení: 2:3 (1:0)
 Československo –  Švédsko 3:1 (3:0, 0:1, 0:0)
25. února 1960 (18:00) – Squaw Valley (Blyth Arena)

Branky a nahrávky Československa: 12:17 Jan Kasper, 18:02 Jan Kasper, 18:35 Václav Pantůček.

Branky a nahrávky Švédska: 33:19 Nisse Nilsson (Ronald Pettersson, Lars Lundvall).

Rozhodčí: Bill McKenzie (CAN), Hugh McLean (CAN)

Vyloučení: 4:5 (2:1, 1:0)
ČSR: Vladimír Nadrchal – Rudolf Potsch, Jan Kasper, Karel Gut, František Tikal - Vlastimil Bubník, Václav Pantůček, Bronislav Danda – Ján Starší, Jozef Golonka, Miroslav Vlach – Jaroslav Volf, František Vaněk, Josef Černý.
Švédsko: Kjell Svensson – Roland Stoltz, Bert-Olov Nordlander, Hans Svedberg, Gert Blomé – Nisse Nilsson, Ronald Pettersson, Lars Lundvall – Sigurd Bröms, Einar Granath, Ulf Sterner – Sune Wretling, Anders Andersson, Sven Tumba Johansson.
 Československo –  SRN (SND) 9:1 (3:1, 4:0, 2:0)
27. února 1960 (11:00) – Squaw Valley (Blyth Arena)

Branky a nahrávky Československa: 12:41 František Tikal (František Vaněk, Jaroslav Jiřík), 14:46 Miroslav Vlach (Ján Starší, Karel Gut), 17:17 Vlastimil Bubník (Karel Gut, Václav Pantůček), 30:59 Miroslav Vlach (Miroslav Vlach), 33:20 Rudolf Potsch (František Vaněk, Jaroslav Jiřík), 36:54 Ján Starší (Jozef Golonka), 39:30 Jaroslav Jiřík (František Vaněk), 54:44 František Vaněk (Jaroslav Jiřík), 55:22 František Vaněk (Josef Černý).

Branky a nahrávky SRN: 4:26 Horst Franz Schuldes (Georg Eberl).

Rozhodčí: Hugh McLean (CAN), Bill McKenzie (CAN)

Vyloučení: 5:7 (1:0)
ČSR: Vladimír Nadrchal – Rudolf Potsch, Jan Kasper, Karel Gut, František Tikal – Václav Pantůček, Bronislav Danda, Vlastimil Bubník – Ján Starší, Miroslav Vlach, František Vaněk – Josef Černý, Jaroslav Jiřík, Jozef Golonka.
SRN (SND): Ulrich Jansen – Paul Ambros, Ernst Eggerbauer, Hans Huber, Leonhard Waitl – Horst Franz Schuldes, Josef Reif, Georg Eberl – Kurt Sepp, Xaver Unsinn, Ernst Trautwein – Hans Rampf, Markus Egen, Otto Schneitberger.
  USA –  SSSR 3:2 (1:2, 1:0, 1:0)
27. února 1960 (13:30) – Squaw Valley (Blyth Arena)

Branky USA: 4:04 Bill Cleary, 31:01 Bill Christian, 54:59 Bill Christian.

Branky SSSR: 5:03 Veniamin Alexandrov, 9:37 Michail Byčkov. 

Rozhodčí: Kurt Hauser (SUI), Richard Wagner (GER)

Vyloučení: 2:3 (0:0)
 Kanada –  Švédsko 6:5 (1:4, 1:0, 4:1)
27. února 1960 (16:00) – Squaw Valley (Blyth Arena)

Branky Kanady: 15:23 George Samolenko, 36:41 Jim Connelly, 43:11 Bobby Rousseau, 51:17 Harry Sinden, 55:32 Moe Benoit, 57:31 Jim Connelly. 

Branky Švédska: 1:35 Lars Lundvall, 4:36 Sigurd Bröms, 14:55 Sven Tumba Johansson, 18:22 Lars Lundvall, 52:55 Lars Lundvall.

Rozhodčí: Robert Barry (USA), Everett Riley (USA)

Vyloučení: 5:3 (0:0) + Connelly na 10 minut.
 Československo –  USA 4:9 (3:3, 1:0, 0:6)
28. února 1960 (8.00) – Squaw Valley (Blyth Arena)

Branky a nahrávky Československa: 0:08 Miroslav Vlach (František Tikal, Jozef Golonka), 11:20 Vlastimil Bubník (Karel Gut), 14:40 František Vaněk (Karel Gut, Josef Černý), 26:58 Miroslav Vlach (Jan Kasper).

Branky a nahrávky USA: 4:19 Weldon Olson (Paul Johnson, Dick Rodenheiser), 9:32 Robert McVey (Robert Cleary), 13:33 Roger Christian (Bill Christian, Tom Williams), 45:59 Roger Christian (Bill Christian), 47:40 Robert Cleary (John Mayasich), 51:36 Robert Cleary (Bill Cleary, Jack Kirrane), 52:05 Roger Christian (John Mayasich, Bill Cleary), 52:43 Bill Cleary, 57:56 Roger Christian (Bill Christian).

Rozhodčí: Hugh McLean (CAN), Bill McKenzie (CAN)

Vyloučení: 4:5 (0:3, 1:0) + McVey na 10 minut.
ČSR: Vladimír Nadrchal – Rudolf Potsch, Jan Kasper, Karel Gut, František Tikal – Jozef Golonka, Miroslav Vlach, Ján Starší – František Vaněk, Jaroslav Volf, Josef Černý – Václav Pantůček, Vlastimil Bubník, Bronislav Danda.
USA: Jak McCartan – Jack Kirrane, John Mayasich, Edwyn Owen, Rodney Paavola – Paul Johnson, Weldon Olson, Dick Rodenheiser – Bill Cleary, Robert Cleary, Robert McVey – Roger Christian, Bill Christian, Tom Williams 
 Švédsko –  SRN (SND) 8:2 (2:0, 2:2, 4:0)
28. února 1960 (10:30) – Squaw Valley (Blyth Arena)

Branky Švédska: 1:15 Lars Lundvall, 3:18 Gert Blomé, 30:50 Hans Svedberg, 39:57 Nisse Nilsson, 47:33 Sven Tumba Johansson, 52:56 Sven Tumba Johansson, 55:46 Lars Lundvall, 58:56 Lars Lundvall. 

Branky SRN: 31:16 Georg Eberl, 39:34 Markus Egen.

Rozhodčí: Robert Barry (USA), Everett Riley (USA)

Vyloučení: 2:5 (1:0)
 Kanada –  SSSR 8:5 (3:0, 1:3, 4:2)
28. února 1960 (13:00) – Squaw Valley (Blyth Arena)

Branky Kanady: 7:32 Fred Etcher, 18:12 Harry Sinden, 18:27 George Samolenko, 22:37 Don Rope, 45:33 Fred Etcher, 46:48 Jim Connelly, 47:53 Floyd Martin, 59:52 Robert Attersley. 

Branky SSSR: 25:28 Alexandr Almetov, 25:51 Veniamin Alexandrov, 29:56 Vladimir Grebennikov, 50:16 Jevgenij Grošev, 55:02 Viktor Prjažnikov. 

Rozhodčí: Kurt Hauser (SUI), Richard Wagner (GER)

Vyloučení: 8:3 (0:3)

### Soutěž útěchy
|    |           | FIN    | JAP      | AUS       | V | R | P | Skóre | B |
| 7. | Finsko    | Finsko | 6:6*     | 14:1*     | 3 | 1 | 0 | 50:11 | 7 |
| 8. | Japonsko  | 2:11   | Japonsko | 13:2*     | 2 | 1 | 1 | 32:22 | 5 |
| 9. | Austrálie | 2:19   | 3:11     | Austrálie | 0 | 0 | 4 | 8:57  | 0 |

- s hvězdičkou = 1. kolo.

 Finsko –  Austrálie	14:1 (8:1, 4:0, 2:0)
22. února 1960 (10:30) – Squaw Valley (Blyth Arena)

Branky Finska: 3:25 Jouni Seistamo, 5:19 Raimo Kilpiö, 6:21 Pertti Nieminen, 7:51 Esko Luostarinen, 9:22 Raimo Kilpiö, 15:54 Voitto Soini, 16:04 Raimo Kilpiö, 18:07 Pertti Nieminen, 23:24 Kalevi Numminen, 36:54 Juhani Wahlsten, 37:51 Juhani Wahlsten, 39:19 Esko Luostarinen, 43:59 Jouni Seistamo, 56:40 Raimo Kilpiö.

Branky Austrálie: 18:48 David Cunningham

Rozhodčí: Buck Riley (USA), Hiroshi Hayashi (JPN)

Vyloučení: 3:3 + Koiso (FIN) na 5 minut.
 Finsko –  Japonsko 6:6 (2:1, 3:2, 1:3)
23. února 1960 (10:30) – Squaw Valley (Blyth Arena)

Branky Finska: 0:30 Raimo Kilpiö, 7:57 Jouni Seistamo, 27:02 Pertti Nieminen, 33:33 Matti Lampainen, 40:17 Voitto Soini, 41:57 Voitto Soini.

Branky Japonska: 12:06 Tošihiko Jamada, 23:54 Masamu Tanabu, 35:40 Isao Ono, 49:04 Takaši Kakihara, 49:57 Mamoru Takašima, 55:59 Mamoru Takašima.

Rozhodčí: Marshall Ryman (USA), Hugh McLean (CAN)

Vyloučení: 7:9 (4:0) + Tanabu na 10 minut.
 Japonsko –  Austrálie 13:2 (3:0, 4:0, 6:2)
24. února 1960 (10:30) – Squaw Valley (Blyth Arena)

Branky Japonska: 14:37 Tošihiko Jamada, 15:21 Hidenori Inacu, 16:14 Takaši Kakihara, 22:30 Mamoru Takašima, 27:27 Jošihiro Mijazaki, 31:17 Jošihiro Mijazaki, 32:07 Tošihiko Jamada, 42:16 Judži Iwaoka, 44:21 Isao Ono, 47:36 Judži Iwaoka, 49:35 Isao Ono, 50:29 Tošihiko Jamada, 53:21 Judži Iwaoka. 

Branky Austrálie: 43:11 Noel Derrick, 49:28 David Cunningham. 

Rozhodčí: Buck Riley (USA), Marshall Ryman (USA)

Vyloučení: 3:8 (3:0) + Acton (AUS) na 5 minut.
 Finsko –  Austrálie	19:2 (6:1, 5:1, 8:0)
25. února 1960 (10:30) – Squaw Valley (Blyth Arena)

Branky Finska: 0:45 Juhani Wahlsten, 4:29 Juhani Wahlsten, 5:13 Raimo Kilpiö, 5:18 Heino Pulli, 7:58 Esko Luostarinen, 18:35 Heino Pulli, 21:25 Pertti Nieminen, 23:49 Raimo Kilpiö, 28:16 Pertti Nieminen, 33:19 Esko Luostarinen, 34:19 Pertti Nieminen, Jouni Seistamo, Jorma Salmi, Teppo Rastio, Jouni Seistamo, Pertti Nieminen, Heino Pulli, Pertti Nieminen, Jouni Seistamo 

Branky Austrálie: 11:08 Russel Jones, 20:15 John Thomas.

Rozhodčí: Marshall Ryman (USA), Hiroshi Hayashi (JPN)

Vyloučení: 5:8 (1:0)
 Finsko –  Japonsko 11:2 (2:1, 6:0, 3:1)
26. února 1960 (10:30) – Squaw Valley (Blyth Arena)

Branky Finska: 6:35 Heino Pulli, 7:53 Teppo Rastio, 24:58 Raimo Kilpiö, 26:54 Jouni Seistamo, 28:41 Pertti Nieminen, 33:43 Jouni Seistamo, 36:52 Heino Pulli, 37:10 Teppo Rastio, 51:48 Raimo Kilpiö, 55:59 Pertti Nieminen, 59:19 Esko Luostarinen. 

Branky Japonska: 11:40 Akioši Segawa, 52:58 Tošihiko Jamada. 

Rozhodčí: Robert Barry (USA), Everett Riley (USA)

Vyloučení: 10:7 (0:1) + Tanabu na 10 minut.
 Japonsko –  Austrálie 11:3 (6:0, 2:1, 3:2)
27. února 1960 (7:30) – Squaw Valley (Blyth Arena)

Branky Japonska: 0:52 Takaši Kakihara, 1:25 Isao Ono, 2:40 Acuo Irie, 8:57 Tošihiko Jamada, 12:31 Mamoru Takašima, 15:00 Akioši Segawa, 26:32 Acuo Irie, 32:50 Maso Murano, 42:09 Hidenori Inacu, 53:45 Isao Ono, 54:16 Isao Ono. 

Branky Austrálie: 28:07 Noel Derrick, 47:24 Basil Hansen, 51:13 David Cunningham.

Rozhodčí: Marshall Ryman (USA), Everett Riley (USA)

Vyloučení: 1:5 (1:0)

## Statistiky

### Nejlepší hráči podle direktoriátu IIHF
| Brankář | Jack McCartan     |
| Obránce | Nikolaj Sologubov |
| Útočník | Nisse Nilsson     |

### Kanadské bodování
| Poř. | Kanadské bodování   | Branky | Přihrávky | Body |
| ---- | ------------------- | ------ | --------- | ---- |
| 1.   | Fred Etcher         | 9      | 12        | 21   |
| 2.   | Robert Attersley    | 6      | 12        | 18   |
| 3.   | Bill Cleary         | 7      | 7         | 14   |
| 4.   | Bill Christian      | 2      | 11        | 13   |
| 5.   | Raimo Kilpiö        | 9      | 3         | 12   |
| 6.   | George Samolenko    | 8      | 4         | 12   |
| 6.   | Lars-Eric Lundvall  | 8      | 4         | 12   |
| 6.   | Jouni Seistamo      | 8      | 4         | 12   |
| 9.   | John Mayasich       | 7      | 5         | 12   |
| 9.   | Nisse Nilsson       | 7      | 5         | 12   |
| 9.   | Václav Pantůček     | 7      | 5         | 12   |
| 9.   | Veniamin Alexandrov | 7      | 5         | 12   |

### Soupiska USA
USA

Brankáři: Jak McCartan, Laurence Palmer

Obránci: John Mayasich, Jack Kirrane, Edwyn Owen, Rodney Paavola

Útočníci: Robert Cleary, Bill Christian, Roger Christian, Bill Cleary, Tom Williams, Paul Johnson, Robert McVey, Dick Meredith, Weldon Olson, Dick Rodenheiser, Gene Grazia

Trenér: Jack Riley

### Soupiska Kanady
Kanada (Kitchener-Waterloo Dutchmen)

Brankáři: Don Head, Harold Hurley

Obránci: Harry Sinden, Jack Douglas, Moe Benoit, Darryl Sly

Útočníci: Fred Etcher, Robert Attersley, George Samolenko, Floyd Martin, Bobby Rousseau, Jim Connelly, Don Rope, Bob Forhan, Bob McKnight, Ken Laufman, Cliff Pennington

Trenér: Bobby Bauer

### Soupiska SSSR
SSSR

Brankáři: Nikolaj Pučkov, Jevgenij Jorkin.

Obránci: Nikolaj Sologubov, Nikolaj Karpov, Jurij Baulin, Genrich Sidorenkov, Alfred Kučevskij.

Útočníci: Veniamin Alexandrov, Jurij Cicinov, Konstantin Loktěv, Stanislav Petuchov, Vladimir Grebennikov, Jevgenij Grošev, Alexandr Almetov, Michail Byčkov, Viktor Jakušev, Viktor Prjažnikov.

Trenér: Anatolij Tarasov, Vladimir Jegorov.

### Soupiska Československa
4.  Československo

Brankáři: Vladimír Nadrchal, Vladimír Dvořáček.

Obránci: Karel Gut, Rudolf Potsch, Jan Kasper, František Tikal, František Mašlaň.

Útočníci: Václav Pantůček, Miroslav Vlach, Vlastimil Bubník, Jozef Golonka, Ján Starší, Josef Černý, František Vaněk, Jaroslav Volf, Jaroslav Jiřík, Bronislav Danda.

Trenér: Eduard Farda, Ladislav Horský.

### Soupiska Švédska
5.  Švédsko

Brankáři: Bengt Lindqvist, Kjell Svensson.

Obránci: Gert Blomé, Bert-Olov Nordlander, Roland Stoltz, Hans Svedberg.

Útočníci: Anders Andersson, Sigurd Bröms, Einar Granath, Lars Lundvall, Nisse Nilsson, Ronald Pettersson, Ulf Sterner, Sven Tumba Johansson, Sune Wretling, Carl Öberg.

Trenér: Ed Reigle, Pelle Bergström.

### Soupiska SRN (SND)
6.  SRN (SND)

Brankáři: Michael Hobelsberger, Ulrich Jansen.

Obránci: Paul Ambros, Ernst Eggerbauer, Hans Huber, Leonhard Waitl,

Útočníci: Markus Egen, Hans Rampf, Xaver Unsinn, Kurt Sepp, Ernst Trautwein, Georg Eberl, Horst Franz Schuldes, Siegried Schubert, Josef Reif, Otto Schneitberger.

Trenér: Karl Wild (tehdejší trenér Gerhard Kiessling jako uprchlík z NDR nesměl tým vést).

### Soupiska Finska
7.  Finsko

Brankáři: Juhani Lahtinen, Esko Niemi.

Obránci: Kalevi Numminen, Yrjö Hakala, Matti Lampainen, Erkki Koiso.

Útočníci: Raimo Kilpiö, Esko Luostarinen, Heino Pulli, Jouni Seistamo, Juhani Wahlsten, Pertti Nieminen, Kalevi Rassa, Teppo Rastio, Jorma Salmi, Voitto Soini, Seppo Vainio.

Trenér: Joe Wirkkunen, Aarne Honkavaara.

### Soupiska Japonska
8.  Japonsko

Brankáři: Toiei Honma, Šoiči Tomita.

Hráči: Jošihiro Mijazaki, Kunito Takagi, Šiniči Honma, Hidenori Inacu, Acuo Irie, Isao Ono, Šigeru Šimada, Masamu Tanabu, Mamoru Takašima, Šikaši Akazawa, Judži Iwaoka, Takaši Kakihara, Maso Murano, Akioši Segawa, Tošihiko Jamada.

Trenér: Kijoši Jošidžima.

### Soupiska Austrálie
9.  Austrálie

Brankáři: Robert Reid, Noel McLoughlin.

Obránci: Basil Hansen, Kenneth Wellman, John Nicholas, Victor Ekberg

Útočníci: Russel Jones, Ivan Veselý, John Thomas, Clive Hitch, Noel Derrick, David Cunningham, Peter Parrott, Ben Acton, Kenneth Pawsey, Ron Amess, Zdeněk (Steve) Tikal, Rob Dewhurst.

Trenér: William McEachern.

## Konečné pořadí
|    | Tým                 | Z | V | R | P | Skóre | B  |
| -- | ------------------- | - | - | - | - | ----- | -- |
|    | Spojené státy (USA) | 7 | 7 | 0 | 0 | 48:17 | 14 |
|    | Kanada (CAN)        | 7 | 6 | 0 | 1 | 55:15 | 12 |
|    | SSSR (URS)          | 7 | 4 | 1 | 2 | 40:23 | 9  |
| 4. | ČSR                 | 7 | 3 | 0 | 4 | 44:31 | 6  |
| 5. | Švédsko             | 7 | 2 | 1 | 4 | 40:24 | 5  |
| 6. | SRN (SND)           | 7 | 1 | 0 | 6 | 9:54  | 2  |
| 7. | Finsko              | 6 | 3 | 1 | 2 | 55:23 | 7  |
| 8. | Japonsko            | 6 | 2 | 1 | 3 | 33:60 | 5  |
| 9. | Austrálie           | 6 | 0 | 0 | 6 | 10:87 | 0  |

| 38. | Mistrovství Evropy |
| 1.  | SSSR               |
| 2.  | ČSR                |
| 3.  | Švédsko            |
| 4.  | SRN (SND)          |
| 5.  | Finsko             |